# Monte Carlo (radioprogram)
Monte Carlo är ett danskt radioprogram som sänds på vardagseftermiddagarna mellan kl. 14.00 och 16.00 i DR P3. Programmet leds av värdarna Esben Bjerre Hansen och Peter Falktoft. Utbildningen avslutas med att sända 6 juni 2014.

## Priser
| År   | Pris                           | Kategori                 | Evenemang   | Arrangör  |
| ---- | ------------------------------ | ------------------------ | ----------- | --------- |
| 2012 | Ekstra Bladets Gyldne Mikrofon | Årets bedste radioværter | Prix Radio  | Radiodays |
| 2012 | Årets Drivetime radio          | Årets bedste radioværter | Prix Radio  | Radiodays |
| 2013 | Zulu Awards                    | Årets radioprogram       | Zulu Awards | TV2 Zulu  |
| 2013 | Ekstra Bladets Gyldne Mikrofon | Årets bedste radioværter | Prix Radio  | Radiodays |
| 2013 | Årets Drivetime radio          | Årets bedste radioværter | Prix Radio  | Radiodays |
| 2013 | DR's Sprogpris                 | DR's Sprogpris           |             | DR        |